# Ендру Дајс Клеј
Ендру Клеј Силверстајн (енгл. Andrew Clay Silverstein; рођен 29. септембра 1957. у Бруклину, Њујорк), познат као Ендру Дајс Клеј (енгл. Andrew Dice Clay), амерички је комичар и филмски и ТВ глумац.
Од 1978. у локалном комичарском клубу у заливу Шипсхед. Најпопуларнији су били његови наступи који пародирају Џерија Луиса у филму Откачени професор и Џона Траволте у Брилијантину.
Глумац је постао најпознатији на платну по филму Ренија Харлина Авантуре Форда Ферлејна, објављеном 1990. године.